# Blatno (Louny)
Blatno è un comune della Repubblica Ceca facente parte del distretto di Louny, nella regione di Ústí nad Labem.